# Markéta Vydrová
Markéta Vydrová (* 18. července 1968 Praha) je česká výtvarnice a ilustrátorka.

## Život
Pracuje na volné noze jako ilustrátorka a svou tvorbu zaměřuje především na knihy pro děti. V současné době žije v Brně. Začínala prvotinou napsanou jejím manželem Danielem Vydrou a vydanou nakladatelstvím Sursum v roce v roce 2004 s názvem Na co hrají varani. V roce 2009 získala za ilustrace ke knize Draka je lepší pozdravit, aneb O etiketě prestižní ocenění – cenu SUK a výroční cenu Mladé fronty. Známé jsou například knihy s jejími ilustracemi: Josífkův pekelný týden, Strašibraši aneb tajemství věže v Kamsehrabech nebo Modrý Poťouch. Kniha Strašibraši, aneb Tajemství věže v Kamsehrabech získala prestižní ocenění White Raven 2011, které každý rok zveřejňuje Internationalen Jugendbibliothek v Mnichově.
Několik let byla „dvorní ilustrátorkou“ časopisu Pojď si hrát, pro který vytvořila ústřední trojici postav – Vítka, Elišku a pejska Čenišku.
V roce 2016 Ilustrovala pro nakladatelství Triton knihu Antoine de Saint-Exupéryho Malý princ. Jedná se v pořadí teprve o třetí vydání této knihy v českém jazyce s novými ilustracemi, které nepocházejí od Exupéryho.